# El Compás
El Compás es una localidad del estado mexicano de Durango. Es parte del municipio de Gómez Palacio.

## Demografía
| Censo | Población |
| ----- | --------- |
| 2020  | 1 299     |